# فابريس بانكرات
فابريس بانكرات (2 مايو 1980 بباريس في فرنسا - ) (بالفرنسية: Fabrice Pancrate)‏ هو لاعب كرة قدم فرنسي في مركز الهجوم. لعب مع باريس سان جيرمان وريال بيتيس ونادي سوشو ونادي غانغون ونادي لومان ونادي لوهان كويسو ونادي نانت ونيوكاسل يونايتد ونادي لاريسا.

## وصلات خارجية
- فابريس بانكرات على موقع قاعدة بيانات كرة القدم.إي يو (الإنجليزية)
- فابريس بانكرات على موقع ليكيب (الفرنسية)
- فابريس بانكرات على موقع Soccerbase.com (لاعب) (الإنجليزية)
- فابريس بانكرات على موقع Soccerway.com (الإنجليزية)